# Köprüköy (Keskin)
Köprüköy ist ein Dorf im Bezirk Keskin der türkischen Provinz Kırıkkale.
Der Ort liegt etwa 20 Kilometer südwestlich des Bezirkszentrums und 30 Kilometer südlich der Provinzhauptstadt Kırıkkale. Er liegt am Ostufer des Kızılırmak, der hier die Grenze zum Nachbarbezirk Karakeçili bildet. Durch Köprüköy verläuft die Fernstraße D-260, die von Polatlı im Westen nach Kayseri im Osten führt. Sie überquert westlich des Ortes den Fluss. Etwa 350 Meter nördlich davon führt die seldschukische Brücke Çeşnigir Köprüsü über den Kızılırmak. Bei niedrigem Wasserstand sind darunter noch Spuren eines Vorgängerbaus zu sehen. Die Brücke ist heute für Fahrzeuge gesperrt. Westlich davon, schon im Bezirk Karakeçili, liegt der Siedlungshügel Büklükale, der vom 3. Jahrtausend v. Chr. bis in osmanische Zeit bewohnt war.